# Lee Huan
Lee Huan (chiń. 李煥; pinyin Lǐ Huàn; ur. 24 września 1917, zm. 2 grudnia 2010) – tajwański polityk, premier Republiki Chińskiej w latach 1989-1990.

## Życiorys
Pochodził z Hankou w prowincji Hubei. Ukończył studia prawnicze na Uniwersytecie Fudan w Szanghaju, następnie kontynuował edukację w USA na Columbia University. Po przejęciu władzy w Chinach przez komunistów w 1949 roku uciekł na Tajwan. Wieloletni współpracownik Chiang Ching-kuo. Jako szef Departamentu Organizacyjnego Kuomintangu w latach 1972-1977 doprowadził do otwarcia wysokich stanowisk partyjnych dla rdzennych Tajwańczyków; odwołany został z tego stanowiska po antyrządowych zamieszkach w Zhongli w 1977 roku.
Wieloletni wykładowca Narodowego Uniwersytetu Chengchi. Doprowadził także do utworzenia Narodowego Uniwersytetu im. Sun Jat-sena, którego był pierwszym rektorem. W latach 1984–1987 pełnił funkcję ministra edukacji. Od 1987 do 1989 roku był sekretarzem generalnym Kuomintangu. W 1989 roku został powołany na stanowisko premiera. Rok później został odwołany z urzędu na skutek narastających nieporozumień z prezydentem Lee Teng-huiem.